# 鲍尔斯顿
鲍尔斯顿（英語：Ballston）是一個位於美國紐約州薩拉托加縣的鎮。

## 人口
根據2020年美國人口普查的數據，鲍尔斯顿的面積為77.80平方千米，當中陸地面積為76.60平方千米，而水域面積為1.20平方千米。當地共有人口11831人，而人口密度為每平方千米152人。